# Dingtuna församling
Dingtuna församling var en församling i Västerås stift och i Västerås kommun i Västmanlands län. Församlingen uppgick 2006 i Dingtuna-Lillhärads församling.

## Administrativ historik
Församlingen har medeltida ursprung och var till 1669 moderförsamling i pastoratet Dingtuna och Lillhärad för att därefter till 1945 utgöra ett eget pastorat. Från 1945 till 2006 var församlingen moderförsamling i pastoratet Dingtuna och Västerås-Barkarö som 1962 utökades med Lillhärads församling och 1971 med Rytterne församling. Församlingen uppgick 2006 i Dingtuna-Lillhärads församling.

## Series pastorum[3]
- Ingewaldus
- Carolus, omtalad 1394
- Olaus, omtalad 1400
- Halwardus, omtalad 1417
- Michael, omtalad 1432
- Martinus Trömbil, omtalad 1445
- Andreas Gammal, omtalad 1461
- Laurentius Olai, omtalad 1490
- Erasmus, omtalad 1512
- Ericus Erici, omtalad 1516
- Birgerus Johannis, från 1547
- Martinus Petri, omtalad 1556
- Petrus Martini, omtalad 1574
- Jonas Petri Helsingius 1576-1580
- Ericus Petri Munketorpensis eller Kempe 1580-1597
- Andreas Andreae Ihrestadius 1599-1610
- Martinus Andreae Dalekarlus eller Gangius 1610-1634
- Jeremias Erici Fleckeboensis 1635-1655
- Petrus Jonae Ramsbergius 1656-1682

## Organister
Lista över organister i Dingtuna församling.
| Verksam   | Namn                | Levnadstid |
| --------- | ------------------- | ---------- |
|           | Johan Fernberg      | 1693-      |
| 1757-1766 | Johan Hedborg       | 1717-1766  |
| 1759-1784 | Johan Thorsell      | 1739-1784  |
| 1785-1786 | Samuel Westgren     | 1758-      |
| 1786-1807 | Gabriel Weiss       | 1759-1807  |
| 1807-1866 | Carl Broström       | 1782-1866  |
| 1866-1884 | Karl Pettersson     | 1819-1884  |
| 1884-1906 | Per Erik Malm       | 1864-1906  |
| 1908-1935 | Carl Oskar Forsberg | 1875-1944  |
| 1936-     | Kurt Gösta Sandvall | 1910-      |

## Kyrkor
- Dingtuna kyrka